# Daimon Hellstrom
Daimon Hellstrom, noto anche come Hellstorm, è un personaggio dei fumetti creato da Roy Thomas (testi) e Gary Friedrich (disegni), pubblicato dalla Marvel Comics. La sua prima apparizione avviene in Ghost Rider (Vol. 2) n. 1 (settembre 1973).
Noto come "Figlio di Satana" (Son of Satan), Daimon Hellstrom, così come sua sorella minore Satana, discende in realtà dal demone Marduk Kurios e ha giurato di dedicare la sua vita a combattere le forze oscure del padre.

## Storia editoriale
Sull'onda del successo di Ghost Rider e The Tomb of Dracula, entrambe incentrare sul mondo dell'occulto, Stan Lee propose una nuova testata con Satana per protagonista intitolata The Mark of Satan ma Roy Thomas, restio all'idea, optò invece per una serie incentrata sul figlio di Satan. A causa di una svista tuttavia, il titolo Mark of Satan è stato menzionato in un trafiletto di Ghost Rider (Vol. 2) n. 1. Approvata l'idea, il character design di Hellstrom è stato affidato a Gary Friedrich e Herb Trimpe sebbene, in seguito, quest'ultimo abbia attribuito a Friedrich il grosso del lavoro. Curiosamente Roy Thomas, vedendo il prodotto finito constatò un'incredibile somiglianza col personaggio concepito per una fanzine degli anni sessanta dal suo amico Biljo White.
Dopo il suo esordio su Ghost Rider n. 1, il personaggio è stato protagonista di un breve ciclo narrativo su Marvel Spotlight (vol. 1) n. 12-24 (ottobre 1973-ottobre 1975). Il problema è che gli stessi autori che avevano creato il personaggio decisero di non portare avanti loro le storie sull'eroe demoniaco. Per questo il personaggio viene dato allo scrittore più eccentrico in forza alla Marvel ovvero Steve Gerber che realizza un ciclo di storie insolite e bizzarre (da Marvel Spotlight n.13 al n.23) e mette le basi per lo sviluppo futuro di Hellstrom. Di fatto riesce a compiere sul personaggio lo stesso tipo di costruzione e rielaborazione che ha caratterizzato il suo run di storie su Man-Thing (tra il 1972 e il 1974). Nonostante le numerose critiche di satanismo e wiccanesimo ricevute, la popolarità riscossa fu tale da far sì che ottenesse una testata tutta sua scritta da John Warner, Son of Satan, composta da sette numeri più uno speciale pubblicato nel febbraio 1977. In seguito il personaggio è apparso come alleato ricorrente dei Difensori sulle pagine della serie dedicata al gruppo, entrandone poi a far parte ufficialmente e venendo descritto da J. M. DeMatteis come il suo personaggio preferito di tutta la testata.
Nel 1993 è nuovamente protagonista di una serie propria, Hellstorm: Prince of Lies che introduce per la prima volta "Hellstorm" come pronuncia alternativa del suo cognome nonché, in seguito, suo celebre nome di battaglia; tale serie è durata per 21 numeri ed ha visto Rafael Nieves alla sceneggiatura dei primi 11 e Warren Ellis degli ultimi 10.

## Biografia del personaggio
Nato a Greentown, Massachusetts, dal demone Marduk Kurios (assunte spoglie umane e il cognome "Hellstrom") e dalla sua ignara sposa umana Victoria Wingate, Daimon Hellstrom e la sorella di tre anni minore Satana, vengono istruiti dal padre nell'utilizzo della magia nera fin dalla tenera età, Daimon tuttavia ripudia il suo retaggio demoniaco sicché il padre abbandona lui e la moglie ritornando alla sua dimensione infernale con Satana, che invece abbraccia il sentiero del male. Realizzata la vera natura del marito e dei figli, Victoria impazzisce e muore, motivo per cui Daimon cresce in un orfanotrofio gesuita divenendo, da adulto, un professore di antropologia alla St. Louis University per poi dedicarsi all'attività di indagatore dell'occulto, demonologo ed esorcista prefiggendosi l'obiettivo di sgominare le forze paterne.
Divenuto noto come "Figlio di Satana" aiuta Ghost Rider ad affrontare La Strega, una servitrice di suo padre, successivamente aiuta i Difensori ad affrontare i gruppi dei "Figli di Satannish" e dei "Figli del Serpente", collabora con la Torcia Umana per sconfiggere Dryminextes e rincontra per la prima volta dopo anni la sorella, nel frattempo cresciuta e divenuta una succube.
In seguito inizia a lavorare nel dipartimento di parapsicologia della University of the District of Columbia continuando ad affrontare numerose minacce, soprannaturali e non, sia per conto proprio che assieme ai Difensori, di cui diviene un alleato ricorrente. Nel frattempo inizia una relazione con Patsy Walker (Hellcat) e che in seguito sposa. 
Trasferitasi a San Francisco, la coppia apre un'agenzia di investigazione dell'occulto collaborando di frequente coi Vendicatori della Costa Ovest.
Tempo dopo, Daimon riesce a liberarsi della sua "anima oscura" divenendo umano al prezzo tuttavia di avere solo pochi giorni da vivere, per salvarsi è dunque costretto a ritornare il "Figlio di Satana" ma sua moglie, assistendo al processo mistico, impazzisce e si suicida. Furibondo, Daimon, che ora si fa chiamare "Hellstorm", si reca alla Scuola Nera e, avendo scoperto il vero nome di suo padre (Marduk Kurios) si serve di tale conoscenza per detronizzarlo assumendo il controllo della sua dimensione infernale e ingannando i Thunderbolts affinché liberino sua moglie da tale baratro riportandola in vita.
Messo fine al suo matrimonio con Patsy poiché convinto che la donna sarebbe stata più felice senza di lui, Hellstorm inizia a assumere il controllo di varie altre dimensioni infernali. Anni dopo, Nottolone lo contatta affinché si unisca al nuovo team di Difensori promosso dall'Iniziativa dei 50 Stati che, tuttavia, in seguito viene destituito da Norman Osborn non appena subentra a capo del progetto.

Daimon Hellstrom, disegni di Leonardo Manco.

Entrato in seguito nella divisione di monitoraggio del paranormale dello S.H.I.E.L.D., Hellstorm si unisce ai Figli della Mezzanotte per affrontare una minaccia zombie proveniente da un'altra dimensione, dopodiché collabora col Dottor Strange per affrontare Dormammu e Hood, e nuovamente con Ghost Rider per combattere l'angelo caduto Zadkiel. Nel momento in cui il Re del Chaos assume il controllo dell'oltretomba resuscitando i morti per formare un esercito ed invadere la Terra, Hellstorm unisce le forze con la nuova Squadra di Dei per respingerlo.
Stabilitosi poi nella Villa Hellstrom, sull'isola di Bagalia, Hellstorm entra a far parte dei Signori del male del Barone Zemo.

## Poteri e abilità
Hellstorm è un esperto di antropologia, teologia, demonologia ed esorcismo, inoltre è un ottimo combattente corpo a corpo e, grazie alla sua natura in parte demoniaca, possiede capacità fisiche sovrumane e percepisce il manifestarsi di fenomeni mistici o gli oggetti e le persone toccati da energia occulta. Grazie alla sua "anima oscura" (Darksoul) può inoltre generare e manipolare fuoco infernale riuscendo a farlo fluire anche attraverso il tridente di cui si serve in battaglia.
Addestrato fin da bambino nell'utilizzo della magia nera, Hellstorm è uno degli stregoni più potenti della Terra, tanto che il Dottor Strange lo considera uno dei possibili candidati per sostituirlo come Stregone Supremo.

## Altre versioni

### MAX
Daimon Hellstrom è stato trasposto da Alexander Irvine nella serie Marvel MAX Hellstorm: Son of Satan, ambientata nella New Orleans dell'immediato post-Uragano Katrina.

### Ruins
Nella miniserie Ruins, ambientata in una realtà alternativa dove ogni cosa nell'Universo Marvel è andata per il verso sbagliato, il protagonista, Phil Sheldon, viene avvicinato per strada da una donna con un neonato dalla pelle grigia e una fistola sul petto; in accordo con la donna il bambino si chiama Daimon Hellstrom e, un giorno, sarà il messia.

### Ultimate
Nell'universo Ultimate il "Figlio di Satana" è un membro dell'improbabile team dei "Difensori", aspiranti supereroi più interessati alla fama che a combattere il crimine. Il suo aspetto combina elementi punk rock e goth, incluso un pesante make-up facciale, diversi piercing e una cresta di capelli rosa shocking. Oltre a non possedere poteri e non avere discendenze demoniache, rivela in seguito di essere un agente dello S.H.I.E.L.D. sotto copertura (di nome Daimon Hellstorm) mandato a monitorare Hank Pym, a sua volta unitosi al gruppo. Quando Loki dona a ciascun membro dei Difensori dei superpoteri manipolandoli affinché combattano gli Ultimates, egli sviluppa capacità pirocinetiche.

## Altri media

### Televisione
- Helstrom (2020)

### Videogiochi
- Hellstorm appare in Marvel vs. Capcom 3: Fate of Two Worlds.
- Hellstorm appare come personaggio giocabile in Marvel: Avengers Alliance.
- Hellstorm appare come personaggio giocabile in Marvel Future Fight.
- Hellstorm appare in Marvel Future Revolution.
- Hellstorm appare in Marvel's Midnight Suns.